# Partito Democratico Cristiano Sammarinese
Il Partito Democratico Cristiano Sammarinese (PDCS) è un partito politico sammarinese, a ispirazione democratico-cristiana. Il partito è stato fondato il 9 aprile 1948.
L'organizzazione interna si articola in sezioni su base territoriale e in dipartimenti dedicati a specifici temi politici.
L'organo di comunicazione era il periodico Il San Marino.
Il partito è membro osservatore presso il Partito Popolare Europeo.

## Storia

### Le origini

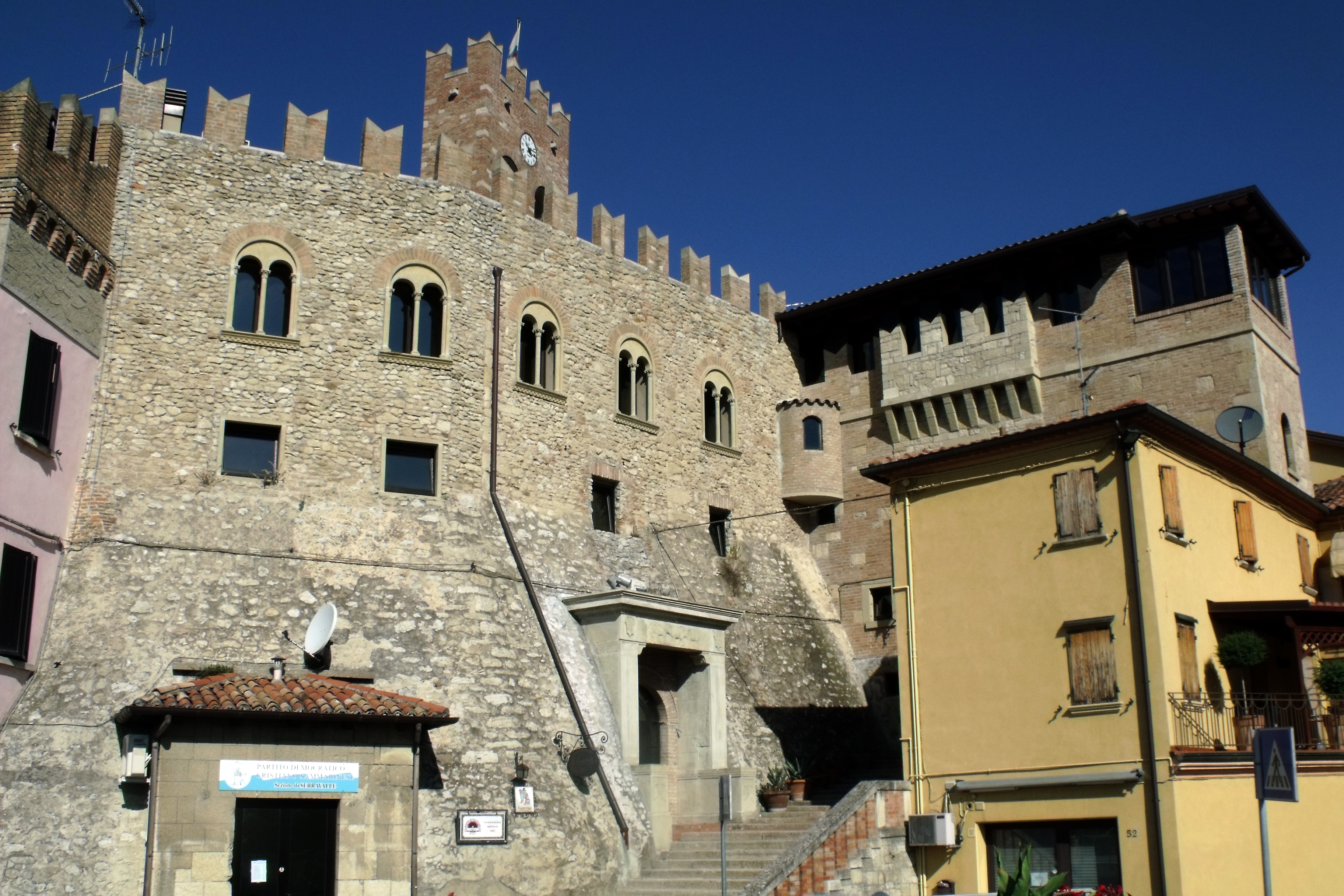
La sede di Serravalle del PDCS all'interno del castello.

Molti cattolici, per contrastare le forze di sinistra, entrarono a far parte già alla fine del 1944 della neonata Unione Democratica. L'organizzazione politica autonoma dei cattolici democratici inizia, però, nel 1947 con la creazione di sezioni in tutti i Castelli della Repubblica. La prima sezione è stata quella di Acquaviva che viene fondata il 6 luglio 1947. I promotori del nuovo partito si preoccuparono di avviare i collegamenti con la Democrazia Cristiana in Italia e alcuni dirigenti organizzarono già il 21 dicembre 1947 un viaggio a Roma per incontrare don Luigi Sturzo. Ufficialmente il partito nasce il 9 aprile 1948 dopo aver completato la sua prima organizzazione in tutto il paese, annunciato da un manifesto che fu affisso nei Castelli. 
I nomi dei membri del Consiglio direttivo provvisorio sono posti in calce al manifesto: Romano Belluzzi, Domenico Mario Calmi, Antonio Gatti, Germano Guidi, Giuseppe Guidi, Delio Masi, Guido Michelotti, Antonio Morganti, Antonio Simbeni, Giovanni Tonnini, Eugenio Vicini e, a svolgere le funzioni di segretario Zaccaria Savoretti.
Le prime elezioni a cui partecipò il partito furono quelle del 27 febbraio 1949 con l'Unione Democratica e l'Associazione Patriottica Indipendente del lavoro, tutti uniti in Alleanza Popolare che ottenne 25 dei 60 seggi. 

### I fatti di Rovereta
Il PDCS fu protagonista di uno degli episodi di maggiore tensione della vita politica sammarinese. La maggioranza socialcomunista, uscita vittoriosa dalle elezioni del 1955 con 35 consiglieri su 60, perse la maggioranza assoluta per l'uscita di 5 consiglieri socialisti che passarono all'opposizione dando vita al Partito Socialista Indipendente Sammarinese. Il 18 settembre 1957 anche un indipendente eletto nelle file del Partito Comunista, Attilio Giannini, lasciò l'ex maggioranza consentendo al PDCS di formare una coalizione maggioritaria, formata da 23 consiglieri democristiani, 5 del socialisti indipendenti, 2 socialdemocratici e dall'indipendente Giannini.
I capitani reggenti Giordano Giacomini e Primo Marani, di fronte alle dimissioni della maggioranza dei consiglieri (che per candidarsi con i propri partiti avevano dovuto firmare una lettera di dimissioni in bianco), si videro costretti a sciogliere il Consiglio Grande e Generale e a proclamare le elezioni per il 3 novembre, prorogando quindi di fatto il proprio mandato. Gli esponenti della nuova maggioranza considerarono illegittimo il provvedimento e tentarono di entrare nel Palazzo Pubblico per eleggere il nuovo governo, ma trovarono schierata la gendarmeria che bloccò per giorni l'ingresso. Il 30 settembre alla scadenza del mandato regenziale i 31 eletti si riunirono in una fabbrica nella località di Rovereta dove diedero vita a un governo provvisorio. La tensione crebbe enormemente, così come i timori di uno scontro armato tra le parti, anche per la decisione della Reggenza di creare una milizia volontaria. L'11 ottobre i capitani reggenti riconobbero il governo e sciolsero la milizia. Il 14 ottobre il nuovo governo si insediò a Palazzo Pubblico.

### Le elezioni politiche del 2016. Il PDCS all'opposizione
Alle elezioni politiche del 2016 il PDCS si conferma partito di maggioranza relativa ma la coalizione di cui fa parte, "San Marino prima di tutto", assieme al Partito Socialista e al Partito dei Socialisti e dei Democratici, perde il ballottaggio.
Dal 3 al 5 marzo 2017 il PDCS ha tenuto il suo XX Congresso Generale che ha avuto come titolo "Le radici del nuovo". Presidente dei lavori congressuali è stato Filippo Tamagnini. Al termine dei lavori è stato eletto il nuovo Segretario Generale Giancarlo Venturini che subentra al segretario uscente Marco Gatti. Venturini ha ricevuto 201 voti tra i 308 votanti (su 316 delegati). Il secondo candidato alla Segreteria è stato Teodoro Lonfernini.

## Risultati elettorali e Consiglieri in Consiglio Grande e Generale
|                | Lista                       | Voti                                                      | %     | Seggi |    |
| Politiche 1951 | Consiglio Grande e Generale | Partito Democratico Cristiano Sammarinese                 |       | 43,03 | 26 |
| Politiche 1955 | Consiglio Grande e Generale | Partito Democratico Cristiano Sammarinese                 |       | 38,25 | 26 |
| Politiche 1959 | Consiglio Grande e Generale | Partito Democratico Cristiano Sammarinese                 |       | 44,26 | 27 |
| Politiche 1964 | Consiglio Grande e Generale | Partito Democratico Cristiano Sammarinese                 |       | 46,83 | 29 |
| Politiche 1969 | Consiglio Grande e Generale | Partito Democratico Cristiano Sammarinese                 |       | 44,02 | 27 |
| Politiche 1974 | Consiglio Grande e Generale | Partito Democratico Cristiano Sammarinese                 |       | 39,63 | 25 |
| Politiche 1978 | Consiglio Grande e Generale | Partito Democratico Cristiano Sammarinese                 |       | 42,31 | 26 |
| Politiche 1983 | Consiglio Grande e Generale | Partito Democratico Cristiano Sammarinese                 |       | 42,07 | 26 |
| Politiche 1988 | Consiglio Grande e Generale | Partito Democratico Cristiano Sammarinese                 |       | 44,13 | 27 |
| Politiche 1993 | Consiglio Grande e Generale | Partito Democratico Cristiano Sammarinese                 | 9.010 | 41,37 | 26 |
| Politiche 1998 | Consiglio Grande e Generale | Partito Democratico Cristiano Sammarinese                 | 8.907 | 40,85 | 25 |
| Politiche 2001 | Consiglio Grande e Generale | Partito Democratico Cristiano Sammarinese                 | 9.031 | 41,85 | 25 |
| Politiche 2006 | Consiglio Grande e Generale | Partito Democratico Cristiano Sammarinese                 | 7.257 | 32,91 | 21 |
| Politiche 2008 | Consiglio Grande e Generale | Partito Democratico Cristiano Sammarinese                 | 6.692 | 31,90 | 22 |
| Politiche 2012 | Consiglio Grande e Generale | Partito Democratico Cristiano Sammarinese Noi Sammarinesi | 5.110 | 29,43 | 21 |
| Politiche 2016 | Consiglio Grande e Generale | Partito Democratico Cristiano Sammarinese                 | 4.752 | 24,46 | 10 |
| Politiche 2019 | Consiglio Grande e Generale | Partito Democratico Cristiano Sammarinese                 | 5.993 | 33,35 | 21 |
| Politiche 2024 | Consiglio Grande e Generale | Partito Democratico Cristiano Sammarinese                 | 6.206 | 34,14 | 22 |